# هایاتو اوکودا
هایاتو اوکودا (ژاپنی: 奥田 勇斗؛ زادهٔ ۲۱ آوریل ۲۰۰۱) یک بازیکن فوتبال اهل ژاپن است.
از باشگاه‌هایی که در آن بازی کرده‌است می‌توان به باشگاه فوتبال گامبا اوساکا اشاره کرد.